# Дорблю
Дорблю (DORBLU, іноді — Дор блю) — марка блакитного сиру з Німеччини, виробництва компанії «Кезерай Шампіньйон Хофмайстер ГмбХ & Ко. КГ» (нім. Käserei Champignon Hofmeister GmbH & Co.KG).
Рецептура сиру спеціально була створена для любителів помірно гострих, пряних блакитних сирів на початку XX століття і тримається в секреті. Сир готується з коров'ячого молока з використанням благородної цвілі penicillium roqueforti. Один з найпопулярніших сирів з пліснявою (оскільки тривалий час був єдиним блакитним сиром, наявним в роздрібному продажі).